# 컬버스

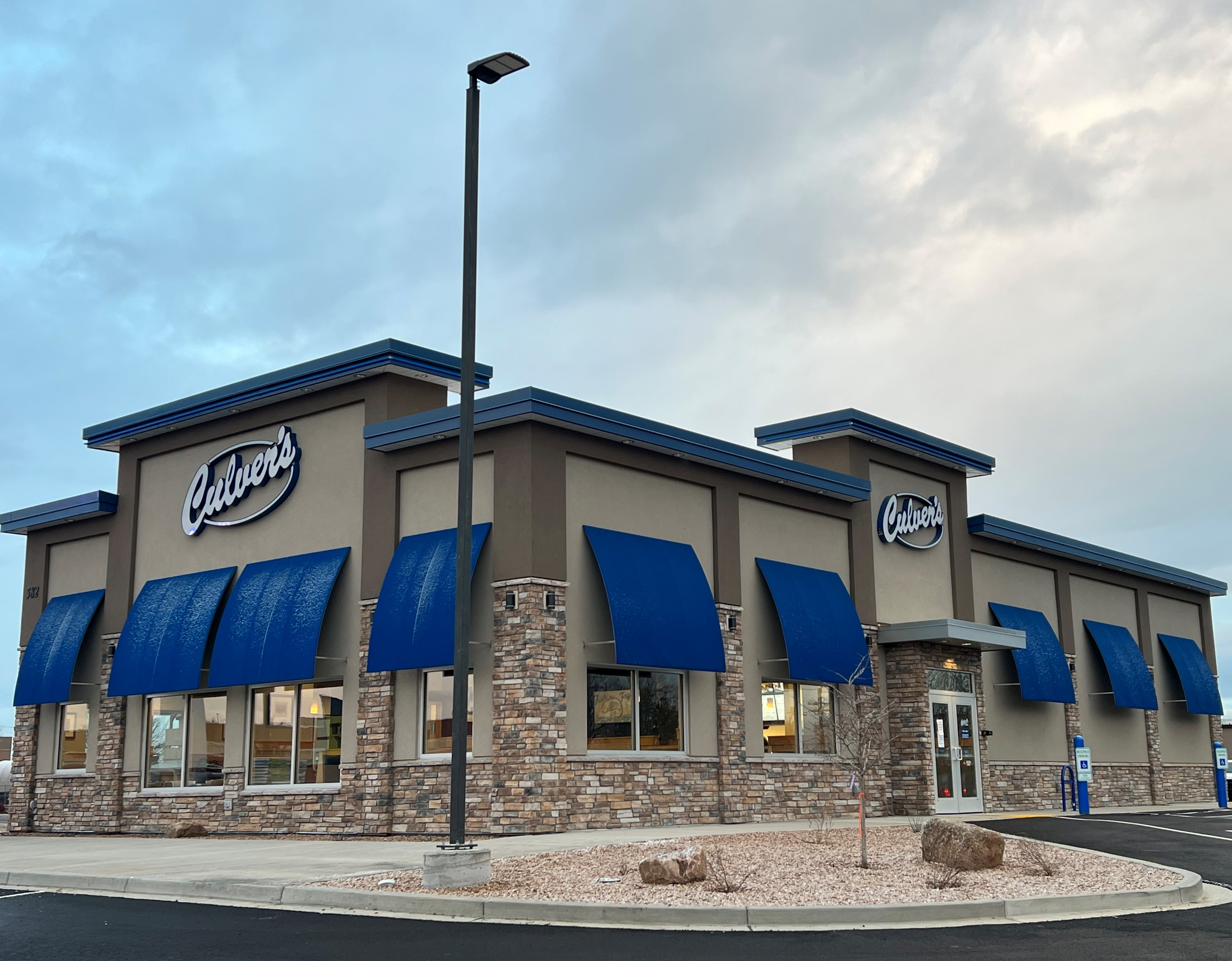
콜로라도주에 있는 컬버스 매장

컬버스(Culver's)는 미국 위스콘신주에 본사가 있는 패스트푸드 체인이다. 1984년에 첫 지점을 열었으며, 현재 미국 전역에서 900여개의 매장을 운영하고 있다.